# Avenida Tullumayo
La avenida Tullumayo es una avenida de la ciudad de Cusco, en el Perú. Se extiende de norte a sur en el centro histórico, superponiéndose al cauce del canalizado río Tullumayo. Junto con la calle Choquechaka forma uno de los ejes que recorren de sur a norte lo que fue el casco incaico de la ciudad comunicando la parte alta de la misma (el antiguo Colcampata con la zona de Limacpampa donde se iniciaba el camino inca que comunicaba a la capital imperial con el Collasuyo pasando, asimismo, por la subida a Tococachi, actual barrio de San Blas, donde se iniciaba el camino inca hacia el Antisuyo. 
Hasta inicios del siglo XX, el trazado de la avenida correspondía al cauce canalizado del río Tullumayo. Entre los años 1921 se inició con la canalización de todo el trayecto de este río dando lugar a la actual avenida. Hacia 1934, la labor aún no había culminado perdiéndose rastro documentario debido a que la obra dejó de ser impulsada por el Ministerio de Fomento y Obras Públicas y pasó a manos de la Sociedad de Beneficencia Pública del Cusco estimándose su conclusión alrededor de los años 1940.
Desde 1972 la vía forma parte de la Zona Monumental del Cusco declarada como Monumento Histórico del Perú. Asimismo, en 1983 al ser parte del casco histórico de la ciudad del Cusco, forma parte de la zona central declarada por la UNESCO como Patrimonio Cultural de la Humanidad. y en el 2014, al formar parte de la red vial del Tawantinsuyo volvió a ser declarada como patrimonio de la humanidad.

## Recorrido
La avenida inicia su recorrdido en la Calle Ruinas, siguiendo el trazo ya marcado por la calle Choquechaka y el rastro del río Tullumayo que fue entubado desde la época incaica. Durante sus primeros cuatrocientos metros, la calle no tiene ningún cruce con otra vía de tránsito vehicular sino tan sólo con las peatonales Santa Mónica y Cabracancha. Precisamente a la altura del cruce con esta última, la vía tiene su menor anchura de sólo 6 metros a pesar de su condición de vía de doble sentido. El primer cruce vehicular se da en la Plaza Limacpampa donde se da inicio también a la Avenida de la Cultura, la más larga de la ciudad con 13 kilómetros de recorrido. La avenida cruza la Avenida Garcilaso de la Vega y confluye unos doscientos metros más adelante en la avenida El Sol. Esta confluencia se da en la zona denominada Pumacchupan donde se da la confluencia también de los ríos Saphy y Tullumayu. 

#### Libros y publicaciones
- Coronado Esquivel, Jessica; Apaza Callañaupa, Roel (2017). «La modernización de la ciudad y su salubridad: la canalización del Cusco a principios del siglo XX». Summa Humanitatis 9 (1). Consultado el 7 de octubre de 2019.

- Datos: Q22975483
- Multimedia: Avenida Tullumayo / Q22975483